# Нигматуллин, Халим Хакимуллович
Халим Хакимуллович Нигматуллин (род. 30 марта 1972, Казань) — советский, российский хоккеист, защитник. Тренер.

## Биография
Воспитанник казанского СК им. Урицкого. Начинал играть в командах низших лиг «Нефтяник» Альметьевск (1989) и «Сокол» Новочебоксарск (1989/90 — 1991/92). В сезоне 1992/93 дебютировал в команде МХЛ «Итиль». Следующий сезон заканчивал в «Нефтянике». Начав сезон 1994/95 в «Нефтехимике», затем перешёл в тюменский «Рубин». Сезон 1997/98 отыграл в «Ак Барсе», став чемпионом России. По ходу следующего сезона вновь перешёл в «Нефтехимик». В сезоне 1999/2000 провёл один матч в аренде в «Северстали», затем перешёл в «Нефтяник» Альметьевск, за который играл до сезона 2006/07. Сезон 2007/08 провёл в воскресенском «Химике». В следующем сезоне выступал за «Газовик» Тюмень и «Нефтяник». В сезоне 2009/10 играл за «Нефтяник-2» Альметьевск, после чего завершил карьеру игрока.
Тренер-администратор «Нефтяника-2» (2010/11). Тренер в «Спутнике» Альметьевск (2011/12 — 2013/14, 2015/16 — 2016/17), начальник команды (2017/18). Тренер в «Нефтянике» (2014/15). С 2018 года — тренер в школе «Нефтяника».
Дважды победитель высшей лиги в составе «Нефтяника», один раз в составе «Химика». с «Нефтяником» завоевывал бронзовые медали и Кубок Федерации.